# Nitard de Lieja
|  | No s'ha de confondre amb Nitard. |

Nitard de Lieja (altres ortografies Nithard, Nithardo, Richard, Rithard) fou príncep-bisbe del principat de Lieja de 1037 al 14 d'agost de 1042.
El 1037, a la mort de Reginard, Wazon ja era candidat, però el capítol va preferir Nitard, tresorer i nebot de Reginard. El 12 d'agost de 1039, va exaltar els sants Monulf i Gundulf a Maastricht i consagrar-hi la nova església dedicada a Servaci de Tongeren.
Va ajudar per a obtenir relíquies de Lambert de Lieja a Münster i va assistir el 1040, quan el bisbe Herman I de Münster va patrocinar l'església Überwasserkirche a Lambert de Lieja, el que és un seny de les relacions comercials intensives entre els dos principats bisbals. Al mateix any, a la mort del comte Arnolf d'Haspengouw, Nithard va trobar Enric III a Ulm per a obtenir al sobirania del comtat d'Haspengouw que des d'aleshores va integrar-se al principat de Lieja.
El 1040 va ordenar la construcció d'una capella i d'un castell fortificat a Dinant.
Van sebollir-lo a la catedral de Sant Lambert de Lieja el 1042.